# Elven – Fluss aus der Kälte
Elven – Fluss aus der Kälte (Originaltitel: Elven) ist eine 8-teilige norwegische Thriller-Fernsehserie von 2017. Die Handlung spielt sich nördlich des Polarkreises, in einer dünn besiedelten norwegischen Gegend nahe der Grenze zu Finnland und Russland ab und dreht sich um einen Polizisten, der eine Verschwörung aufzudecken versucht und dabei auch mit seiner eigenen Familiengeschichte konfrontiert wird.

## Handlung
Die elfjährige Silja findet an einem Flussufer eine abgetrennte männliche Hand, woraufhin der Polizist Thomas Lønnhøiden Ermittlungen aufnimmt. Wenig später läuft Silja wegen familiärer Probleme von zu Hause weg und gelangt so zufällig in ein abgelegenes Sägewerk, in dem sie einen Mann beim Zerstückeln menschlicher Leichen beobachtet. Sie reißt vor dem Mann aus, ehe sie auf einer nahen norwegischen Militärbasis, einem Truppenübungsgelände, tot aufgefunden wird. Thomas’ Vorgesetzter, der Polizeichef, zieht Thomas zu dessen Verwunderung von den Ermittlungen ab, da der Geheimdienst diese nun durchführe. Dieser Entscheidung gegenüber misstrauisch ermittelt Thomas dennoch weiter und verfolgt dazu Siljas Weg zwischen ihrem Verschwinden und ihrem Tod zurück, wobei ihm auch Wildkameras helfen, die er im Wald entdeckt. So gelangt er zu dem auf dem Militärgelände gelegenen Sägewerk mit den Leichenteilen, die er mit seinem Handy fotografiert. Der alte Mann, der die Leichen zersägt hat, bedroht ihn mit einem Gewehr, und wird, ehe er Thomas antworten kann, aus dem Hinterhalt von einem Armee-Rekruten erschossen. Minuten später trifft am Tatort der leitende norwegische Geheimdienstler Dahl ein und möchte von Thomas die Ermittlungen übernehmen.
Es wird deutlich, dass Sundby, der Leiter der Militärbasis, sowohl mit dem Polizeichef als auch mit Thomas’ Onkel Karl, der ein Beamter im Ruhestand ist, sowie mit dem Rekruten und weiteren Personen kooperiert, um die wahren Hintergründe des Todes von Silja und des Mannes im Sägewerk vor Thomas und der Öffentlichkeit zu verbergen. Das zeigt sich auch an einer fadenscheinigen Pressemeldung, die ein Journalist aus Thomas’ Sicht zu unkritisch für eine Zeitungsmeldung verarbeitet hat. Mia Holt, eine junge Unteroffizierin auf der Militärbasis, erhält von Sundby keine triftige Begründung dafür, warum der Rekrut mit scharfer Munition geschossen hat, und stiehlt von seinem Schreibtisch ein Dokument, welches belegt, dass sich unter den zerstückelten Leichen auch ein genetisch Verwandter von Thomas befindet. Deshalb wendet sie sich an Thomas mit dem Anliegen, die Todesfälle gemeinsam zu untersuchen. Sundby fällt der Informationsklau aber bald auf, sodass er sie ergreifen möchte, jedoch kann sie ihm und der Militärbasis in letzter Minute entkommen. Sie trifft sich mit Thomas, der mit ihr Karl befragen möchte. Als sie bei ihm eintreffen, hat er sich aber schon erhängt, und zwar – ihnen noch unbekannt – auf Veranlassung von Dahl, der mit Sundby in Kontakt steht.
Die Verwandtschaft mit einer der Leichen ist für Thomas der Anlass, die ihm bisher bekannten, offiziellen Todesumstände seiner Eltern in Frage zu stellen. Sie starben einst beim Absturz eines norwegischen Zivilflugzeuges während des Kalten Krieges, einem Absturz über russischem Territorium, dessen Ursache bislang mit menschlichem Versagen erklärt wurde. Thomas observiert mit Mia Jensen und ist sich sicher, dass er Informationen über den Tod von Karl und seiner Eltern verschweigt. Daraufhin nehmen Thomas und Mia Jensen in dessen Haus als Geisel, stellen ihn dabei zur Rede und erfahren von ihm, dass die Absturzursache wohl eine andere als die bisher bekannte ist und auf einen Überläufer zurückgeht. Unterdessen beginnt auch Elise Bredal, Erkundigungen über den Flugzeugabsturz einzuholen. Sie ist Enkelin des Piloten des abgestürzten Flugzeuges und möchte Unstimmigkeiten klären, auf die sie von ihrer Großmutter, der Witwe des Piloten, kurz vor ihrem neulichen Tod aufmerksam gemacht wurde.
Nach der Geiselnahme begeben sich Thomas und Mia per Auto in Richtung Russland. Dabei erwehren sie sich auch der von Sundby geschickten, schwer bewaffneten Verfolger. An einem russischen Militärstützpunkt erhofft sich Thomas Informationen über die für den Flugzeugabsturz verantwortliche Person zu finden. Bewaffnete Russen ergreifen ihn und Mia und bringen sie zu einem Mann, der sich als Thomas’ Vater herausstellt, der doch noch nicht tot ist und kurz mit Thomas spricht, ehe er verbittert Suizid begeht. Unterdessen ist Dahl von Elisa zur Rede gestellt worden, um Informationen über die Umstände des Todes ihres Großvaters zu erhalten. Dabei erhält er durch ein altes Foto einen Hinweis darüber, dass das örtliche Restaurant seit Jahrzehnten offenbar als Treffpunkt russischer Agenten dient. Den Barkeeper des Restaurants, Björn, verhaftet Dahl daraufhin. Im Verhör gibt Björn ihm Informationen über Siljas Mutter Grace, die er bislang in seinem Restaurant beschäftigt hat. Sie ist als russische Agentin tätig und will zurück nach Russland, wofür Björn sie kürzlich in einem Versteck für die baldige Abholung untergebracht hat. Als Dahl in dem Versteck, einem Haus, eintrifft, kann Grace unentdeckt fliehen. Zudem entdeckt Dahl, dass das Haus einem alten Mann gehört, der in dem Dorf lebt und ideologisch offensichtlich dem Kommunismus verhaftet ist. Im Wohnhaus des alten Mannes bemerkt Dahl ein Foto von Thomas’ Vater, aufgenommen etliche Jahre nach dessen mutmaßlichem Tod.
Thomas begibt sich mit Mia zurück nach Norwegen und verlangt in Sundbys Militärbasis Antworten von Dahl auf seine Fragen. Dahl erklärt ihm, dass Thomas’ Vater einst beim norwegischen Geheimdienst tätig war und dort als Psychopath galt. Um die Russen zu überzeugen, ihn als KGB-Agenten zu gewinnen, täuschte er seinen Tod bei dem Flugzeugabsturz vor. Dahl und der norwegische Geheimdienst wussten von einem Überläufer, aber kannten seine Identität nicht, erst durch Thomas’ Bemühungen erlangten sie sie. Die Leichenteile, von denen Silja eines am Fluss gefunden hatte, stammen aus dem abgestürzten Flugzeug und waren seitdem an der Absturzstelle im umgebenden Eis konserviert, ehe es kürzlich übermäßig zu tauen begann.
Unterdessen hat sich Grace in letzter Minute dagegen entschieden, wieder nach Russland zurückzukehren. Sie kehrt zurück ins Dorf und gesteht in der Dorfkirche, auch aus religiöser Überzeugung, vor der Gemeinde ein, gesündigt zu haben, auch, indem sie ihr Land Norwegen verraten hat. Kurz darauf wird sie auf dem Rückweg aus der Kirche erschossen.
Mia wird schließlich offiziell vom Dienst suspendiert, insgeheim jedoch dankt Dahl ihr für die Erledigung ihres Auftrages für den norwegischen Geheimdienst, bei der Suche nach dem Überläufer zu helfen.

## Besetzung
Die deutsche Synchronfassung entstand bei der Kölner Firma Splendid Synchron unter der Dialogregie von Ilya Welter, die auch das Dialogbuch verantwortete.
| Schauspieler                 | Rollenname        | Synchronsprecher         | Rolle                                                                     |
| ---------------------------- | ----------------- | ------------------------ | ------------------------------------------------------------------------- |
| Espen Reboli Bjerke          | Thomas Lønnhøiden | Olaf Reitz               | Polizist, Neffe von Karl Lønnhøiden                                       |
| Sigmund Sæverud              |                   | Hans-Gerd Kilbinger      | Alter Kommunist                                                           |
| Thomas Hayes                 | August Wildhagen  | Arne Obermeyer           | Rekrut                                                                    |
| Stig Henrik Hoff             | Bjørn             | Tobias Brecklinghaus     | Barkeeper                                                                 |
| Dennis Storhøi               | Dahl              | Gregor Höppner           | Norwegischer Geheimdienstler                                              |
| Hanne Mathisen Haga          | Elise Bredal      | Demet Fey                | Enkelin des Piloten des abgestürzten Flugzeuges                           |
| Ánne Mággá Wigelius          | Grace Anti        | Svenja Wasser            | Mutter von Silja                                                          |
| John Sigurd Kristensen       | Karl Lønnhøiden   | Volker Niederfahrenhorst | Onkel von Thomas Lønnhøiden, Mitarbeiter des militärischen Abwehrdienstes |
| Ingeborg Sundrehagen Raustol | Mia Holt          | Milena Karas             | Unteroffizierin auf der Militärbasis                                      |
| Erik Smith-Meyer             | Jensen            | Daniel Werner            | Polizeichef                                                               |
| Roger Hilleren               | Sundby            |                          | Offizier auf der norwegischen Militärbasis                                |

## Veröffentlichung
Die Erstausstrahlung der Episoden erfolgte durch den norwegischen Fernsehsender TV3 vom 16. März bis 4. Mai 2017 in wöchentlichem Rhythmus. Die Einschaltquoten waren dabei nicht besonders hoch, die Reichweite betrug nur 212.000 Zuschauer, wobei aber nicht überliefert ist, für welche Episoden diese Zahl gilt.
Die deutsche Erstveröffentlichung gab es in der Arte-Mediathek am 22. und 29. August 2018 mit je drei Episoden und am 5. September 2018 mit den beiden restlichen Episoden. Je einen Tag danach strahlte Arte die entsprechenden Episoden im Abendprogramm aus.

## Kritik
Kritiker deutscher Medien beurteilten die Serie unbegeistert und als mittelmäßig. Sie befanden sie zwar als spannend, düster und – bezogen auf die Landschaftsdarstellung – optisch reizvoll, aber auch als überraschungsarm und nicht durchgängig überzeugend. In der Berliner Morgenpost etwa kritisierte Anne Dieckhoff die Erzählweise als hölzern und den Polizeichef Jensen als „unfreiwillig komisch in seiner gestelzten Nervosität“. In der Frankfurter Rundschau befand D. J. Frederiksson die Serie als exemplarisch dafür, dass das Genre Nordic Noir bzw. der skandinavische Krimi „in Inhalt und Ästhetik zum erwarteten Mainstream geworden“ ist. Jan Freitag urteilte im Tagesspiegel, dass Elven eine Serie „nach bewährtem Scandic-Noir-Rezept“ sei. Sie sei zwar keinesfalls missraten und atmosphärisch durchaus mitreißend, aber „der verschwörungstheoretisch aufgeplusterte Inhalt“ wirke bisweilen „überfrachtet“. In der FAZ meinte Matthias Hannemann, dass der Serie der „Sinn fürs Innenleben ihrer Figuren“ fehle, die Schauspieler „vergleichsweise emotionslos“ spielten und die Dialoge „häufig schwach“ seien, dass sie aber trotzdem eine reizvolle Geschichte erzähle.